# Division 1 Féminine 2018/19
Die Saison 2018/19 der Division 1 Féminine war die 45. Ausspielung der französischen Frauenfußballmeisterschaft seit der offiziellen Anerkennung des Frauenfußballs im Jahr 1970 durch die FFF, den Fußballverband Frankreichs, und der ersten Austragung in der Saison 1974/75. Die Division 1 Féminine genannte Spielklasse wird im reinen Ligamodus in einer aus einer einzigen Gruppe bestehenden, zwölf Teams umfassenden, landesweiten höchsten Liga ausgetragen; in diesem Modus war es die 27. Meisterschaft. Die Frauen von Olympique Lyon, als Titelverteidigerinnen in die Saison gestartet, setzten sich erneut durch und gewannen ihre 13. Meisterschaft in Folge.
Die Saison hatte am 25. August 2018 begonnen und endete am 4. Mai 2019, damit den Französinnen genügend Vorbereitungszeit für die am 7. Juni beginnende Weltmeisterschaft im eigenen Land bleibt. Vom 16. Dezember bis 5. Januar gab es eine Winterpause. Hauptspieltag war erstmals der Sonnabend, wie es der Bezahlfernsehsender Canal+ wünschte, der sämtliche 132 Punktspiele übertragen hat.

## Qualifikation und Austragungsmodus
Für die Teilnahmeberechtigung wird ausschließlich das Abschneiden der Frauschaften in der Vorsaison berücksichtigt; qualifiziert sind die zehn dabei bestplatzierten Teams der Vorsaison sowie zwei Aufsteiger, die jeweils ihre Gruppe der Division 2 Féminine als Tabellenerste beendet hatten. Somit starten folgende zwölf Teilnehmer in diese Saison:
- aus dem Norden: FC Fleury, OSC Lille, Aufsteiger FC Metz, Paris FC, Paris Saint-Germain FC
- aus dem Westen: Girondins Bordeaux, EA Guingamp, ASJ Soyaux
- aus dem Südosten: Aufsteiger FCO Dijon, Titelverteidiger Olympique Lyon, HSC Montpellier, AF Rodez

Für Dijon stellt die Teilnahme eine Premiere dar.
Die Meisterschaft wird in einer doppelten Punkterunde ausgespielt, in der jeder Teilnehmer in Heim- und Auswärtsspiel gegen jeden anderen antritt. Es gilt die übliche „Drei-Punkte-Regel“ mit drei Punkten für einen Sieg, einem für ein Unentschieden und keinem für eine Niederlage; bei Punktgleichheit gibt zunächst der direkte Vergleich und bei Erforderlichkeit anschließend die bessere Gesamt-Tordifferenz, falls auch dann noch Gleichheit besteht, gegebenenfalls die höhere Zahl erzielter Treffer den Ausschlag. Am Ende der Saison müssen die zwei Tabellenletzten absteigen, die für die kommende Spielzeit durch zwei Aufsteiger – die Siegerinnen der beiden Gruppen der zweiten Division – ersetzt werden.
Die französischen Meisterinnen sowie die Zweitplatzierten der Division 1 Féminine qualifizieren sich für den Frauen-Europapokalwettbewerb der folgenden Spielzeit.

## Vereinswechsel
Die frühesten personellen Veränderungen vor Saisonbeginn betrafen die Trainerposition. Zwar endete diese Rolle von Sarah M’Barek bei Guingamp nach fünf Jahren, dennoch gibt es in der Liga weiter eine Frau als Chefcoach, weil Sabrina Viguier dieses Amt in Rodez übernahm. Ab Oktober kam eine weitere Trainerin hinzu, als Sandrine Soubeyrand in dieser Funktion beim Paris FC anheuerte, für die letzten drei Spieltage vor Saisonende auch noch Angélique Roujas bei Metz. Bei Paris SG löste Ex-Nationaltrainer Olivier Echouafni Patrice Lair ab.
Bei den Wechseln von Spielerinnen kam es in der sommerlichen Transferperiode zu einer Reihe von Veränderungen namhafter Frauen. In Lyon beendeten Corine Petit und verletzungsbedingt voraussichtlich auch Jessica Houara ihre Karrieren, Kheira Hamraoui und Morgan Brian gingen ins Ausland, die schon seit Jahresbeginn ausgeliehenen Kenza Dali und Claire Lavogez wechselten zu den „kleinen“ Ligakonkurrenten aus Dijon beziehungsweise Bordeaux. Neu bei Europas bestem Team sind Lisa Weiß, Carolin Simon (beide aus Deutschland), die Engländerin Isobel Christiansen sowie die beiden Routiniers Jessica Fishlock und – ab Januar 2019 – Florencia Soledad Jaimes. Auch Vorjahres-Vizemeister PSG gab mit Marie-Laure Delie (zu Aufsteiger FC Metz), Jennifer Hermoso und Érika namhafte Spielerinnen ab, holte mit Daiane, Wang Shuang und Signe Bruun dafür drei Internationale neu. Montpellier muss diese Saison ohne Laëtitia Tonazzi (Karriereende), Laëtitia Philippe (nach Rodez) und Marie-Charlotte Léger (nach Fleury) auskommen.
Den Paris FC Richtung Spanien verlassen hat Aïssatou Tounkara, dafür sind Linda Sällström und Eseosa Aigbogun neu bei dem zweiten Hauptstadtverein. Soyaux holte Hawa Cissoko von Absteiger Olympique Marseille, Bordeaux neben Claire Lavogez auch Viviane Asseyi, Fleury außer Marie-Charlotte Léger auch Nadjma Ali Nadjim aus Bordeaux und Kelly Gadéa aus Marseille. Der zweite Aufsteiger aus Dijon hat neben Kenza Dali mit Torfrau Mylène Chavas (AS Saint-Étienne) und Angreiferin Lindsey Thomas (Montpellier) auch noch zwei umworbene Talente gewinnen können, wie in dieser Spielzeit überhaupt die meisten Klubs vor allem auf den Nachwuchs zu setzen schienen. Zum Jahreswechsel 2018/2019 schloss sich mit Élise Bussaglia nach ihrer vorzeitigen Vertragsauflösung beim FC Barcelona auch noch die aktuell routinierteste französische Nationalspielerin Dijon an.
Weitere Veränderungen in der Winterpause: Montpellier verlassen haben Katrine Veje zum Arsenal Women FC und Stina Blackstenius zu Linköpings FC, dafür kam die Schwedin Marija Banušić aus China; Nadia Nadim wechselte von Manchester City zu Paris Saint-Germain, das Melike Pekel ebenso bis Saisonende an Bordeaux auslieh wie Lyon Emelyne Laurent an Guingamp.

## Ergebnisse, Tabelle und Saisonverlauf
Endstand: 4. Mai 2019
|                     | Gir. Bor | FCO Dij | FC Fle | EA Gui | OSC Lil | Oly Lyo | FC Met | HSC Mon | FC Par | SG Par | AF Rod | ASJ Soy |
| Girondins Bordeaux  |          | 1:0     | 1:1    | 0:0    | 2:1     | 1:7     | 2:0    | 2:2     | 1:1    | 0:2    | 2:0    | 0:1     |
| FCO Dijon           | 1:2      |         | 2:1    | 1:1    | 1:0     | 0:4     | 3:0    | 0:1     | 0:5    | 0:2    | 1:1    | 3:0     |
| FC Fleury           | 1:2      | 3:2     |        | 1:2    | 4:1     | 1:1     | 2:1    | 1:0     | 1:1    | 0:1    | 0:0    | 1:1     |
| EA Guingamp         | 0:1      | 1:1     | 4:1    |        | 3:0     | 0:3     | 2:0    | 1:5     | 0:1    | 1:1    | 3:0    | 0:1     |
| OSC Lille           | 0:2      | 1:3     | 0:0    | 3:3    |         | 0:8     | 2:1    | 1:1     | 2:1    | 1:3    | 0:1    | 1:0     |
| Olympique Lyon      | 3:0      | 5:0     | 4:1    | 7:0    | 1:0     |         | 3:0    | 2:1     | 5:0    | 5:0    | 4:0    | 4:0     |
| FC Metz             | 1:0      | 1:4     | 0:2    | 2:1    | 2:0     | 0:5     |        | 0:7     | 0:1    | 1:3    | 3:1    | 0:1     |
| HSC Montpellier     | 0:1      | 4:1     | 3:1    | 1:0    | 3:2     | 0:5     | 11:0   |         | 2:0    | 0:3    | 5:0    | 2:0     |
| Paris FC            | 5:0      | 4:0     | 2:1    | 2:0    | 0:0     | 1:4     | 2:2    | 0:1     |        | 1:3    | 4:0    | 0:0     |
| Paris Saint-Germain | 6:2      | 2:0     | 4:0    | 1:0    | 1:1     | 1:1     | 7:1    | 4:0     | 5:1    |        | 3:0    | 2:0     |
| AF Rodez            | 1:4      | 1:4     | 0:0    | 0:1    | 2:3     | 0:2     | 2:3    | 2:1     | 1:0    | 1:2    |        | 0:0     |
| ASJ Soyaux          | 1:0      | 4:2     | 2:1    | 1:1    | 1:1     | 0:6     | 2:3    | 1:1     | 0:2    | 0:6    | 3:1    |         |

| Pl. | Frauschaft          | Sp | G  | U | V  | Tore  | Diff. | Pkte. | Ab- zug |
| --- | ------------------- | -- | -- | - | -- | ----- | ----- | ----- | ------- |
| 1.  | Olympique Lyon (M)  | 22 | 20 | 2 | 0  | 90:06 |       | 62    |         |
| 2.  | Paris Saint-Germain | 22 | 18 | 3 | 01 | 62:16 |       | 57    |         |
| 3.  | HSC Montpellier     | 22 | 12 | 3 | 07 | 51:27 |       | 39    |         |
| 4.  | Girondins Bordeaux  | 22 | 10 | 4 | 08 | 26:34 |       | 34    |         |
| 5.  | Paris FC            | 22 | 09 | 5 | 08 | 34:28 |       | 32    |         |
| 6.  | ASJ Soyaux          | 22 | 07 | 6 | 09 | 19:37 |       | 27    |         |
| 7.  | EA Guingamp         | 22 | 06 | 6 | 10 | 24:33 | –09   | 24    |         |
| 8.  | FCO Dijon (N)       | 22 | 07 | 3 | 12 | 29:44 | −15   | 24    |         |
| 9.  | FC Fleury           | 22 | 05 | 7 | 10 | 24:34 |       | 22    |         |
| 10. | FC Metz (N)         | 22 | 06 | 1 | 15 | 21:63 |       | 19    |         |
| 11. | OSC Lille           | 22 | 04 | 6 | 12 | 20:43 |       | 18    |         |
| 12. | AF Rodez            | 22 | 03 | 4 | 15 | 14:49 |       | 13    |         |

Nach Abschluss der Hinrunde führte das noch ungeschlagene Spitzenduo Lyon und PSG die Tabelle mit großem Vorsprung auf das Verfolgerfeld an. Darin lagen PFC und Montpellier – Letztere nach einem ungewohnt schwachen Saisonbeginn mit lediglich vier Punkten aus den ersten sechs Spielen – vor Guingamp, Fleury, Bordeaux und Soyaux im vermeintlich gesicherten Teil des Klassements. Zwischen Dijon, Metz und Lille scheint sich in der Rückrunde der Kampf darum zu entspannen, wer die nach elf Begegnungen noch sieglosen, abgeschlagenen Frauen aus Rodez in die zweite Division wird begleiten müssen. Der lothringische Aufsteiger war mit sieben Niederlagen in diese Spielzeit gestartet; dann vermochten die Metzerinnen aber das Ruder herumzureißen, indem ihnen die bemerkenswerte Miniserie von drei Siegen sowie einem Unentschieden gelang.
Am 19. Spieltag ließ Lyon überraschend einen Punkt in Fleury, so dass es in Runde 20 zu einem beinahe echten Endspiel zwischen OL und dem punktgleichen PSG kam. Dies entschied Lyon vor der neuen Liga-Rekordkulisse von 25.907 zahlenden Zuschauern mit 5:0 für sich, verteidigte seinen Vorsprung in den letzten drei Begegnungen souverän und sicherte sich den 13. Titel in Serie. Auch Paris Saint-Germain behauptete seinen zweiten Tabellenplatz und damit die Champions-League-Qualifikation ohne Probleme. Somit stand am letzten Spieltag nur noch die Entscheidung des neben Rodez zweiten Absteigers an, wofür lediglich Metz und Lille, durch einen einzigen Punkt getrennt, in Frage kamen. Beide hatten ein schweres Auswärtsspiel in Lyon beziehungsweise Montpellier zu bestreiten, und da beide dort unterlagen, behielt Metz in diesem Fernduell das bessere Ende für sich. Schlusslicht Rodez musste die Division 1 Féminine nach neunjähriger Zugehörigkeit verlassen.
Zur folgenden Saison steigen aus der Division 2 Féminine die Frauen von Stade Reims – in den 1970er und 1980er Jahren fünfmal französischer Meister, aber in der Liga ein absoluter Neuling – und Olympique Marseille auf.

## Die Spielerinnen des Meisters
Trainer Reynald Pedros hatte folgende Fußballerinnen in seinem Saisonkader (in Klammern die Zahl der Punktspieleinsätze):
- Tor: Sarah Bouhaddi (18), Lisa Weiß (4)
- Abwehr: Selma Bacha (15), Lucy Bronze (16), Kadeisha Buchanan (11), Griedge Mbock Bathy (16), Wendie Renard (17), Carolin Simon (13)
- Mittelfeld: Lorena Azzaro (1), Isobel Christiansen (14), Jessica Fishlock (14), Amandine Henry (18), Eva Kouache (4), Saki Kumagai (20), Amel Majri (18), Dzsenifer Marozsán (15)
- Angriff: Delphine Cascarino (18), Ada Hegerberg (20), Florencia Soledad Jaimes (5), Emelyne Laurent (10), Eugénie Le Sommer (18), Melvine Malard (2), Shanice van de Sanden (19)

Lyons 90 Tore erzielten Hegerberg (20), Le Sommer (13), Majri, Marozsán (je 10), Renard (8), van de Sanden (7), Henry (4), Cascarino (3), Mbock Bathy, Christiansen, Kumagai (je 2) sowie Bronze, Buchanan, Fishlock, Jaimes und Laurent (je 1). Dazu kamen vier gegnerische Eigentore.

## Erfolgreichste Torschützinnen
Die meisten Treffer erzielten:
| Pl. | Name                    | Team        | Tore |
| --- | ----------------------- | ----------- | ---- |
| 1.  | Marie-Antoinette Katoto | Paris SG    | 22   |
| 2.  | Ada Hegerberg           | Lyon        | 20   |
| 3.  | Kadidiatou Diani        | Paris SG    | 13   |
|     | Clarisse Le Bihan       | Montpellier | 13   |
|     | Eugénie Le Sommer       | Lyon        | 13   |
| 6.  | Viviane Asseyi          | Bordeaux    | 12   |
|     | Linda Sällström         | Paris FC    | 12   |
| 8.  | Amel Majri              | Lyon        | 10   |
|     | Dzsenifer Marozsán      | Lyon        | 10   |
| 10. | Janice Cayman           | Montpellier | 8    |
|     | Léa Khelifi             | Metz        | 8    |
|     | Wendie Renard           | Lyon        | 8    |
|     | Gaëtane Thiney          | Paris FC    | 8    |
| 14. | Adélie Fourre           | Guingamp    | 7    |
|     | Shanice van de Sanden   | Lyon        | 7    |
|     | Wang Shuang             | Paris SG    | 7    |
| 17. | Stina Blackstenius      | Montpellier | 6    |
|     | Laura Bourgouin         | Soyaux      | 6    |
|     | Kimberley Cazeau        | Rodez       | 6    |
|     | Kenza Dali              | Dijon       | 6    |
|     | Léa Declercq            | Dijon       | 6    |
|     | Louise Fleury           | Guingamp    | 6    |
|     | Valérie Gauvin          | Montpellier | 6    |
|     | Marie-Charlotte Léger   | Fleury      | 6    |

Die meisten Torvorbereitungen verzeichnete Kadidiatou Diani (PSG) mit 12 vor Ada Hegerberg (Lyon, 11), Amel Majri (Lyon, 9) sowie, mit je acht entscheidenden Pässen, Daphné Corboz (Fleury), Wang Shuang (PSG) und Shanice van de Sanden (Lyon).